# Stephen C. Meyer
Stephen C. Meyer (född 1958) är en amerikansk och filosof som förespråkar intelligent design. Han har medverkat till att grunda Center for Science and Culture (CSC) vid Discovery Institute (DI), som är en betydande organisationen inom intelligent design (ID) rörelsen.